# 平沢豊満
平沢 豊満（ひらさわ とよみつ、1941年6月28日 - ）は、日本の政治家。元長野県箕輪町長（3期）。ローカル・マニフェスト推進首長連盟町村長代表。旭日双光章受章。

## 経歴
- 長野県上伊那郡箕輪町出身。
- 長野県諏訪清陵高等学校卒業。
- 慶應義塾大学法学部卒業。
- 諏訪精工舎（現セイコーエプソン）入社。専務取締役などを歴任。
- 2002年11月29日、箕輪町長に就任[1]。
- 3期務めた。

## 栄典
- 2015年11月 秋の叙勲で地方自治功労により旭日双光章を受章した[2]。